# Cirières
Cirières település Franciaországban, Deux-Sèvres megyében. Lakosainak száma 949 fő (2022. január 1.). Cirières Bressuire, Bretignolles, Cerizay, La Forêt-sur-Sèvre és Le Pin községekkel határos.

## Népesség
A település népességének változása:
| Lakosok száma | 980  | 973  | 986  | 945  | 944  | 947  | 946  | 947  | 949  |
|               | 2013 | 2015 | 2016 | 2017 | 2018 | 2019 | 2020 | 2021 | 2022 |